# 4685 Karetnikov
4685 Karetnikov este un asteroid din centura principală, descoperit pe 27 septembrie 1978 de Nikolai Cernîh.